# Demand priority protocol
Demand priority protocol je řízená centralizovaná přístupová metoda k sítím stromovité topologie. Počítá s existencí arbitra, který vyhodnocuje požadavky zájemců o přístup k síti. Každý uzel v síti má k dispozici samostatnou přípojku. Když uzel nepřenáší data, tak může požádat o možnost vysílat - žádost zasílá směrem k hubu (arbitrovi). Stejnou cestou, kterou odešel požadavek k hubu, přijde od hubu povolení vysílat. Arbitr uděluje právo vysílat cyklicky (stylem round-robin). Existují 2 úrovně priorit. Tato metoda je stabilní i při velkých zátěžích.